# Ella Maria Dietz Clymer

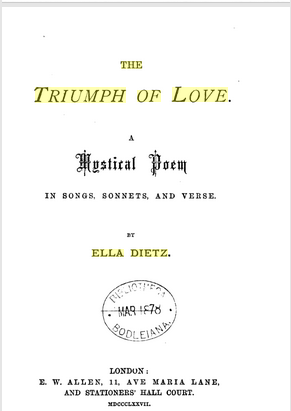
Strona tytułowa tomiku The Triumph of Love Elli Marii Dietz Clymer

Ella Maria Dietz Clymer (ur. 27 stycznia 1847 w Nowym Jorku, zm. 9 stycznia 1920 w Londynie) – amerykańska aktorka i poetka.
Jej rodzicami byli William Henry Dietz i Frances Virginia Robinson. W 1864 poślubiła ponad dwukrotnie od niej starszego Edwarda M. Clymera. Miała z nim jednego syna, Edwarda Manuela Clymera. W 1872 debiutowała na scenie w sztuce Lady of Lyons. Dała się poznać jako znakomita aktorka i recytatorka szekspirowska. W 1898 wyszła ponownie za mąż za Webstera Glynesa. Wydała The Triumph of Love. A Mystical Poem in Songs, Sonnets, and Verse (1877), The Triumph of Time. Mystical Poem (1884) i The Triumph of Life. Mystical Poem (1885). Była założycielką i w latach 1889–1891 przewodniczącą klubu kobiecego Sorosis. 